# Onthophagus naaroon
Onthophagus naaroon é uma espécie de inseto do género Onthophagus, família Scarabaeidae, ordem Coleoptera.

## História
Foi descrita cientificamente por Masumoto em 1990.